# Dow Jones Industrial Average

Het verloop van de DJIA van 1896 tot 2011

De Dow Jones Industrial Average is de oudste aandelenindex van de Verenigde Staten. Deze index is gecreëerd door de redacteuren van de Wall Street Journal en de oprichter van Dow Jones & Company, Charles Dow. De index staat ook bekend als de Dow Jones, de Dow 30 of simpelweg de Dow. De afkorting DJIA wordt daarnaast regelmatig gebruikt.

## Geschiedenis
In 1896, op 26 mei, werd de Dow Jones Industrial Average voor het eerst gepubliceerd. De stand van de index was toen 40,94. Dit was een rechtstreeks gemiddelde van de koersen van twaalf aandelen. Met het vertrek van General Electric uit de index per medio 2018 zijn alle 12 ondernemingen overgenomen, failliet gegaan of in de vergetelheid geraakt.
Dit waren de eerste twaalf ondernemingen in de Dow:
- American Cotton Oil Company, een voorloper van Bestfoods, inmiddels onderdeel van Unilever
- American Sugar Company, tegenwoordig[(sinds) wanneer?] Amstar Holdings
- American Tobacco Company, opgesplitst in 1911 en tegenwoordig[(sinds) wanneer?] British American Tobacco
- Chicago Gas Company, door Peoples Gas Light & Coke Co. in 1897 opgekocht, tegenwoordig[(sinds) wanneer?] Peoples Energy Corporation
- Distilling & Cattle Feeding Company, sinds 1985 Millennium Chemicals
- General Electric, tot en met 25 juni 2018 onderdeel van de Dow[1]
- Laclede Gas Light Company, sinds april 2016 Spire Inc
- National Lead Company, vanaf 1971 NL Industries
- North American Company, opgesplitst in 1950
- Tennessee Coal, Iron and Railroad Company, gekocht door U.S. Steel in 1907
- U.S. Leather Company, activiteiten gestaakt in 1952
- United States Rubber Company, veranderde de naam in Uniroyal in 1967, opgekocht door Michelin in 1990.

## Methode
De index wordt berekend door de koersen van de 30 aandelen op te tellen, en het resultaat te delen door een factor (in november 2021 ongeveer 0,152). De factor wordt aangepast als een van de aandelen wordt gesplitst, en wel zodanig dat op dat moment de index geen sprong maakt. Een aandelensplitsing heeft tot gevolg dat het wel en wee van het bedrijf minder tot uitdrukking komt in de index. Omdat een aandelensplitsing een niet erg fundamentele verandering is, toont dit aan dat de indexberekening enigszins willekeurig is.
Dit systeem is omstreden omdat aandelen met een lagere beurskoers, maar met een hogere beurswaarde door meer uitstaande aandelen, procentueel soms meer bewegen maar dit niet uitgedrukt zien in de index. Bewegingen van IBM en 3M hebben meer invloed op de stand van de Dow dan de veel grotere bedrijven ExxonMobil en Microsoft. Daarnaast is het aantal van dertig aandelen in de index bijzonder weinig om aan te geven hoe de stand van de beurs is.
En ander kritiekpunt is dat niet alle dertig aandelen in de Dow gelijk bij opening van de beurs open gaan. De fondsen die open zijn worden meegerekend in de stand van de Dow op de nieuwe dag, en de aandelen die nog niet meegenomen zijn in de openingsrotatie worden op de slotkoers van de dag ervoor meegerekend. Zo zal men vrijwel altijd zien dat de Dow nabij onveranderd opent.
De op marktkapitalisatie gebaseerde brede S&P 500 index geniet dan ook de voorkeur onder de analytici om de stand op de beurs weer te geven. In de praktijk gebruikt niemand de Dow Jones-index als benchmark of om in te handelen. "Iedereen heeft het er over maar niemand gebruikt hem" zegt men dan ook.
Tegenwoordig worden nieuwe methoden ingezet om nauwkeurige voorspellingen te doen over de Dow Jones-koers. Beursanalisten maken gebruik van sociale media als Twitter gebruik en uit onderzoek blijkt dat de sentimenten die uit tweets gehaald kunnen worden, een voorspellende waarde hebben.

## Samenstelling
Het Index Comittee van S&P Dow Jones Indices bepaalt de samenstelling van de index. Enig criterium hierbij is dat de index een zo representatief mogelijke afspiegeling moet zijn van het Amerikaanse bedrijfsleven. Daarvoor selecteren de commissieleden 30 beursgenoteerde ondernemingen.
Sinds 1896 is de samenstelling van de Dow Jones Industrial Average slechts 55 keer gewijzigd. De belangrijkste reden hiervoor was een bedrijfsovername of afsplitsing van activiteiten de aanleiding. In 1991 werden de bedrijven Chevron, Goodyear Tire and Rubber Company, Sears Roebuck en Union Carbide verwijderd uit de index. Hun vervangers waren Intel, Microsoft, Home Depot en SBC Communications. Microsoft en Intel waren de eerste aandelen van de Nasdaq die opgenomen werden in de DJIA. Op 8 juni 2009 werden zowel Citigroup als General Motors vervangen door respectievelijk Cisco Systems en Travellers.
Begin september 2020 werd het aandeel Apple Inc. gesplitst, vier nieuwe aandelen voor één oud aandeel. Hiermee daalde het gewicht van de technologiesector in de index. Om dit te corrigeren en de index beter aan te laten sluiten op de Amerikaanse economie werd de samenstelling van de index relatief fors aangepast. De opvallendste wijziging is het vertrek van ExxonMobil, de oliemaatschappij was sinds 1928 onderdeel van de index. De aanbieder van cloudsoftware Salesforce.com komt hiervoor in de plaats. Verder werd Pfizer vervangen door Amgen, een onafhankelijke biotechnologiebedrijf ontstaan in 1980. Tot slot maakte wapenfabrikant Raytheon plaats voor het conglomeraat Honeywell International. Honeywell werd in 1925 in de index opgenomen.
Vanaf 8 november 2024 zijn Intel en Dow Chemical uit de index verwijderd en zijn vervangen door NVIDIA en verfproducent Sherwin-Williams.
De volgende 30 bedrijven maken deel uit van de Dow Jones Index (november 2024):
- 3M Co. (NYSE: MMM)
- American Express Co. (NYSE: AXP)
- Amgen (NASDAQ: AMGN)
- Apple Inc. (NASDAQ: AAPL)
- Boeing Co. (NYSE: BA)
- Caterpillar (NYSE: CAT)
- Chevron (NYSE: CVX)
- Cisco Systems (NYSE: CSCO)
- Coca-Cola Co. (NYSE: KO)
- Goldman Sachs Group Inc. (NYSE: GS)
- Home Depot Inc. (NYSE: HD)
- Honeywell International (NYSE: HON)
- International Business Machines Corp. (NYSE: IBM)
- Johnson & Johnson (NYSE: JNJ)
- JPMorgan Chase (NYSE: JPM)
- McDonald's Corp. (NYSE: MCD)
- Merck & Co. Inc. (NYSE: MRK)
- Microsoft Corp. (NASDAQ: MSFT)
- Nike Inc. (NYSE: NKE
- NVIDIA (NASDAQ: NVDA)
- Procter & Gamble Co. (NYSE: PG)
- Salesforce, Inc. (NYSE: CRM)
- Sherwin-Williams (NYSE: SHW)
- The Travelers Companies, Inc. (NYSE: TRV)
- UnitedHealth Group (NYSE: UNH
- Verizon Communications Inc. (NYSE: VZ)
- Visa Inc. (NYSE: V)
- Walgreens Boots Alliance (NASDAQ: WBA)
- Wal-Mart Stores Inc. (NYSE: WMT)
- Walt Disney Co. (NYSE: DIS)

Per ultimo 2021 was de technologiesector het grootst en had een aandeel van 22% in de index. Op de tweede plaats stond de gezondheidszorg met bijna 18% gevolgd door financiële ondernemingen met een gewicht van 16%.

## Koersontwikkeling

### Rendement
Koersontwikkeling van de Dow Jones-index vanaf 2000:
| Jaar | Koersverandering (% mutatie JoJ) |
| 2000 | −6,17%                           |
| 2001 | −7,10%                           |
| 2002 | −16,76%                          |
| 2003 | 25,32%                           |
| 2004 | 3,15%                            |
| 2005 | −0,61%                           |
| 2006 | 16,29%                           |
| 2007 | 6,43%                            |
| 2008 | −33,84%                          |
| 2009 | 18,82%                           |

| Jaar | Koersverandering (% mutatie JoJ) |
| 2010 | 11,02%                           |
| 2011 | 5,53%                            |
| 2012 | 7,26%                            |
| 2013 | 26,50%                           |
| 2014 | 7,52%                            |
| 2015 | − 2,23%                          |
| 2016 | 13,42%                           |
| 2017 | 25,08%                           |
| 2018 | −5,63%                           |
| 2019 | 22,34%                           |

| Jaar | Koersverandering (% mutatie JoJ) |
| 2020 | 7,25%                            |
| 2021 | 18,73%                           |
| 2022 | −8,78%                           |
| 2023 | 13,70%                           |

### Grote koersbewegingen
De grootste koersveranderingen vonden plaats in de beginjaren van de Dow (NYSE: DJI). Het laagste punt ooit werd bereikt in de zomer van 1896 (28,48 punten). In de Eerste Wereldoorlog heeft de index in 1914 een aantal maanden geen notering gehad, doordat de beurshandel gestaakt was. Bij de heropening op 12 december 1914 boekte de index het grootste verlies op een dag ooit (25,39 procent). Twee jaar later, in 1916, vergrootte men het aantal aandelen in de index naar twintig. Rond het hoogtepunt van de bullmarkt van de roaring twenties in 1928 breidde men uiteindelijk het aantal aandelen uit tot dertig. Tijdens de beurscrash van 1929 verloor de index op het dieptepunt in 1932 uiteindelijk 90% van zijn waarde. Het zou nog tot 1954 duren voordat de toppen van 1928 weer bereikt werden.
Enkele opmerkelijke cijfers sinds 1954:
- In het jaar 1972 bereikte de index de 1000-punten-grens
- De grootste daling na de Eerste Wereldoorlog was Black Monday op 19 oktober 1987, een daling van 22,6 %.
- Twee dagen later, woensdag 21 oktober 1987, vond een grote stijging plaats van 10,15%.
- Op 21 november 1995 sloot de Dow voor het eerst boven de 5.000 punten.
- Op 29 maart 1999 sloot de Dow voor het eerst boven de 10.000 punten.
- Midden 2002 daalde de Dow terug naar een niveau rond de 8.000 punten.
- De week van 6 oktober 2008 t/m 10 oktober 2008 gaat de geschiedenisboeken in als de slechtste week in de toen 112-jarige geschiedenis van de Dow. De Dow daalde in deze week bijna 1.900 punten ofwel 18,2% naar een slotstand van 8.451 punten op 10 oktober 2008.
- Na zware koersdalingen vond op 13 oktober 2008 de grootste stijging van de Dow ooit plaats met een stijging van 11,08%.
- Op 7 mei 2013 sloot de Dow boven de 15.000 punten.
- Op 3 juli 2014 werd de grens van 17.000 punten bereikt.
- Op 25 januari 2017 sloot de Dow boven de 20.000 punten.
- Op 1 maart 2017 kwam de index voor het eerst boven de 21.000 punten uit.
- Op 2 augustus 2017 kwam de index voor het eerst boven de 22.000 punten uit.
- Op 4 januari 2018 kwam de index voor het eerst boven de 25.000 punten uit.
- Op 16 januari 2018 kwam de index voor het eerst boven de 26.000 punten uit.
- Op 11 juli 2019 kwam de index voor het eerst boven de 27.000 punten uit.
- Op 16 maart 2020 sloot de index 2997 punten (12,9%) lager; de grootste daling sinds Black Monday op 19 oktober 1987.

## Andere indices
De uitgever Dow Jones heeft naast de Dow Jones-index nog diverse andere indices. In Europa bestaat de succesvolle Dow Jones Eurostoxx 50, waar veel in gehandeld wordt. Daarnaast bestaan er nog verschillende sectorindices en sinds kort de Global Dow als concurrent van de MSCI World-index.